# دارسي ريفرز وارن كوان
دارسي ريفرز وارن كوان (بالإنجليزية: Darcy Rivers Warren Cowan)‏ هو طبيب أسترالي، ولد في 8 أغسطس 1885 في Norwood, South Australia ‏ في أستراليا، وتوفي في 9 يونيو 1958 في North Adelaide ‏ في أستراليا.